# John Norum
John Terry Norum (Vardø, 23 febbraio 1964) è un chitarrista e cantante norvegese.
Chitarrista heavy metal, membro e cofondatore della band svedese Europe, prosegue contemporaneamente con il suo progetto solista. In passato è stato membro degli Eddie Meduza & The Roaring Cadillacs, della Don Dokken band e dei Dokken; ha inoltre collaborato ai progetti di numerosi artisti di fama internazionale, tra cui Glenn Hughes. Ha vissuto per alcuni anni negli Stati Uniti, dove ha conosciuto e sposato Michelle Meldrum (deceduta improvvisamente il 21 maggio 2008), fondatrice e chitarrista della band heavy metal Meldrum, da cui ha avuto un figlio (Jake Thomas) nel settembre 2004. Ha avuto un secondo figlio (Jim Henry) nell'aprile 2012 ed una figlia (Céline Margareta) nel luglio del 2014, entrambi dalla  moglie svedese Camilla Wåhlander, che ha sposato il 15 febbraio 2025.Vive attualmente nei pressi di Stoccolma.

## Biografia

### Primi anni
John Norum è nato il 23 febbraio 1964 a Vardø, all'estremo nord est della Norvegia, sul mare di Barents a soli 65 chilometri dalla costa russa, nei pressi della penisola Varanger. Quando aveva un anno, la sua famiglia si trasferì in Svezia e John crebbe a Upplands Väsby, alla periferia di Stoccolma. All'età di 8 anni era un grande fan di Elvis Presley e di Cliff Richard. Due anni dopo, a 10 anni, prese la chitarra acustica della madre dal muro a cui era appesa e lei gli mostrò i primi rudimenti. John apprendeva velocemente e presto ebbe una chitarra tutta sua.
Il talento di John fu quasi immediato e fin da giovanissimo iniziò a suonare la chitarra in piccole band. Fondò la sua prima band a 12 anni nel 1976 e la chiamò Dragonfly, nome preso dalla strada in cui viveva, Dragonvagen, col batterista Tony Niemistö (successivamente noto come Tony Reno) e Stefan Kéry. All'età di 14 anni, il patrigno Thomas Witt presentò John a Eddie Meduza, un musicista punk rock svedese, leader della band Eddie Meduza & The Roaring Cadillacs. John suonò l'assolo di chitarra in Punkjavlar (Bastardi Punk), edito come singolo nel 1978. John stesso era un musicista punk, influenzato dai Sex Pistols, e la sua band di allora si chiamava Dog Wayst, mentre il suo nome di scena era Johnny Fuckfaster. A quell'epoca, John davvero credeva che sarebbe rimasto fedele alla musica punk, ma le cose cambiarono e le ragioni furono essenzialmente due: Gary Moore e i Thin Lizzy, che catturarono il suo interesse. Il principale risultato fu che John fondò una nuova band chiamata WC assieme ai suoi vecchi amici Tony Niemistö, Micke Kling e Jan-Erik Bäckström, i quali suonavano cover delle loro band preferite come i Thin Lizzy, gli UFO e gli Status Quo. Gli album di Eddie Meduza furono d'oro appena editi, perciò si trattò decisamente di un primo successo; nel 1979 John registrò due assoli di chitarra (in Punkjävlar e in I'm A Fighter) per l'album di Eddie Eddie Meduza & The Roaring Cadillacs.
L'altra grande passione di John erano le moto da corsa, passione che gli fece conoscere Joakim Larsson (successivamente noto come Joey Tempest), che divenne suo grande amico. Avevano circa 16 anni. Un bassista, Peter Olsson, chiese a John di fondare una nuova band con lui e un batterista, Werner. La band all'inizio lavorò come trio, con John sia cantante che chitarrista, poi, dopo due settimane, il batterista se ne andò e fu rimpiazzato dal batterista dei Dragonfly e dei WC, Tony. Assieme riformarono la band WC. Divennero piuttosto famosi nella zona di Stoccolma. La band fu molto vicina a prendere parte ad un programma televisivo, ma avrebbero dovuto cambiar nome, cosa che rifiutarono di fare.
Peter Olsson disse che avevano bisogno di un bravo cantante. John pensò al suo amico Joakim, che suonava il basso e cantava nella band Roxanne. Con Joakim la band era completa e decisero di chiamarsi Force, dal nome del nuovo lavoro degli UFO Force It. Cominciarono a far sul serio suonando al CentrumGården, a Upplands Väsby, un centro per ragazzi in cui Peter lavorava, e lì fecero il loro primo concerto. Joakim cominciò a scrivere alcune canzoni di incredibile qualità, composte a casa con la chitarra acustica e poi suonate in studio con la chitarra elettrica di John. Cominciarono ad avere un repertorio degno di considerazione: Strange, Midnight Show, Black Rose, H & H, e Rock On, che poi divenne la bella Farewell del primo album degli Europe. Aggiunsero anche un paio di cover, Since You Been Gone dei Rainbow e Lettin' Go degli UFO, le sole che suonarono durante le performance live, preferendo focalizzarsi sul loro proprio materiale. Poco dopo, i Force trovarono un altro studio. L'idea di registrare una demo era sempre più presente e lo studio Brown Glenmark a Djursholm permise loro di registrare alcune canzoni con Thomas Witt ad un buon prezzo. Ma la qualità non era buona come pensavano, così pensarono di aspettare un'altra occasione.
All'inizio del 1981 la band ebbe problemi al suo interno, Peter Olsson lasciò la band per motivi personali e la band rimase senza bassista. Mentre la band era alla ricerca di un nuovo bassista, registrarono un'altra demo nello stesso studio e Joakim si occupò anche della parte di basso. Fu in quel periodo che egli cominciò a pensare che il suo nome non andasse bene e cercò un nome di scena più adatto a lui: Joey Tempest, preso dal romanzo di Shakespeare La tempesta. A quel punto avevano bisogno di un buon bassista.
John Norum lo chiese a John Levén, che suonava la chitarra ritmica in una band locale a Upplands Väsby. Gli piaceva molto quel ragazzo – più per le sue qualità personali che per la sua abilità nel suonare la chitarra – e cercò di convincerlo a suonare il basso. La reputazione dei Force cresceva sempre più ed iniziarono ad esibirsi dal vivo sempre più frequentemente. Nel 1981 presero parte ad un concorso all'Underground Club, ora chiuso, situato a Stoccolma, a Sergels Square.
Non vinsero e per loro fu una grande delusione, non senza conseguenze: nell'aprile dello stesso anno, infatti, John Levén ebbe un'offerta che non poté rifiutare, una proposta arrivata da Yngve Malmsten (più conosciuto come Yngwie Malmsteen), un chitarrista famoso a Stoccolma che gli chiese di suonare il basso nei suoi Rising Force, quando stavano per registrare un singolo per la CBS. Levén accettò e così ci fu uno scambio di bassisti, Levén entrò nei Rising Force e Norum chiese a Marcel Jacob – il bassista dei Rising Force – di rimpiazzare Levén nei Force. Marcel Jacob non rimase a lungo con la band. Suonò in due soli concerti con i Force, uno al Folkets Park e l'altro al CentrumGården.  Joakim e Marcel composero assieme Black Journey Into My Soul che si ritrova nel secondo album degli Europe, Wings of Tomorrow, col nuovo nome di Scream Of Anger. Marcel prese parte anche alla stesura del testo di The King Will Return (scrisse l'inizio del coro), compresa nell'album del debutto Europe. Fu giusto per tre mesi, poi entrambe le band si ripresero i bassisti originali.

### Gli Europe e successo mondiale
I ragazzi avevano 18 anni quando il direttore di produzione della CBS Thomas Erdtman decise di organizzare la più grande competizione rock mai tenuta in Svezia, un concorso nazionale per rock band emergenti, il Rock SM. Per farlo, lasciò la CBS e fondò la Hot Records, come base per il concorso rock. Trovò molti sponsor, e la collaborazione del famoso Aftonbladet che funzionò da grande richiamo per tutte le band emergenti. Aftonbladet pubblicò le regole all'inizio del 1982: le band che intendevano partecipare al concorso avrebbero dovuto spedire una registrazione su cassetta di due canzoni originali. La risposta fu grandiosa: risposero 4000 gruppi. Tra questi, senza saperlo, c'erano anche i Force: la ragazza di Joakim, Anita Katila, convinse la band a registrare una cassetta demo e a partecipare.
Registrarono 5 canzoni: The King Will Return, Paradize Bay, Seven Doors Hotel, Children Of This Time e Rock On. Ma la registrazione non li convinse e rinunciarono a partecipare. Anita inviò comunque la cassetta e i Force furono selezionati per la seconda fase del concorso. I Force lavorarono duramente per il concorso e cambiarono nome in Europe. Le semifinali si svolsero a Södertälje e gli Europe raggiunsero la finale. E a quel punto avevano un numeroso gruppo di persone a supportarli al loro seguito. Joakim decise di iniziare ad utilizzare il suo nuovo nome Joey Tempest. Tony allo stesso modo decise di cambiare il suo cognome finlandese così difficile da pronunciare, in Reno. La finale si svolse il 13 dicembre, festa nazionale svedese, al Grona Lund, a Stoccolma. Gli Europe contro i Café Midnatt e gli Europe vinsero non solo il concorso, ma anche gli altri due premi maggiori andarono a Joey come miglior cantante e a John Norum come miglior chitarrista.
Il premio finale era registrare un album per la Hot Records. Il loro nuovo manager Thomas Erdtman cercò di convincerli a cantare in svedese e forse a rivedere un po' la loro musica ed il loro look. Joey era quasi sul punto di farlo, ma John non era affatto d'accordo. John ed Erdtman non furono mai in buoni rapporti, sin dall'inizio. La Hot Records raggiunse un accordo con la Grammfon AB Electra e il primo album omonimo degli Europe, fu registrato in uno studio a Kista, quartiere a nord di Stoccolma. Le canzoni erano lunghe, i testi complessi e le melodie erano puro hard rock, influenzato dagli UFO, Thin Lizzy e Deep Purple ma completamente rivisto in modo particolare e personale. Degno di nota è il fatto che l'album fu registrato in un solo fine settimana, la maggior parte di esso fu registrato live in studio e, per fare un esempio, Boyazont necessitò solo di 30 minuti per essere registrata. Quando uscì l'album, alla fine del febbraio 1983, gli Europe divennero molto famosi, dopo la vittoria, le recensioni furono molto buone e l'album vendette circa 30 000 copie nelle prime settimane, il che era buono in Svezia per una rock band. Furono invitati al famoso show televisivo Casablanca, e quella sera suonarono Children Of This Time: questo aumentò l'interesse del pubblico per gli Europe e la band iniziò un tour svedese in 25 parchi pubblici.
Nello stesso tempo, come in un sogno, a Londra un critico rock giapponese, Masa Itoh, trovò per caso una copia dell'album Europe in un negozio di dischi d'importazione. Ne rimase impressionato, e tornato a Tokyo, contattò un suo amico alla Victor Records, T.T. Tsutsumi, il quale chiamò immediatamente la Hot Records e Tomas Erdtman perché voleva pubblicare l'album in Giappone. La possibilità di un successo internazionale era finalmente concreta. In Giappone il singolo Seven Doors Hotel fu un grande successo: vendette molto e gli Europe girarono un video per In The Future To Come. Sembra che il video non fosse troppo buono, e la televisione giapponese fu la sola a mandarlo in onda. Fu anche edito un altro singolo, Lyin' Eyes, ritirato lo stesso giorno della release. Se ne contano solo 100 copie in tutto il mondo, e si tratta a tutt'oggi del singolo più raro per i collezionisti. A novembre, John tornò in tour con Eddie Meduza and The Roaring Cadillacs per due mesi, e in quell'occasione fu registrato l'album Dåren é Lös - The Roaring Cadillac's Live.
Il 23 febbraio 1984 uscì Wings of Tomorrow, vendette 60-70 000 copie solo in Svezia. Uscirono anche altri tre singoli: Dreamer, Stormwind e Open Your Heart. Gunnar Michaeli, degli Avalon – più conosciuto come Mic Michaeli – fu introdotto nella band per suonare le tastiere durante gli spettacoli live del tour promozionale che stava per iniziare, e divenne il quinto membro della band. Senza che gli altri lo sapessero, Thomas Erdtman silurò Tony per lettera. Håkan Jan Haugland (Ian Haugland per brevità) fu inserito al suo posto. In quello stesso anno, John registrò altri due assoli di chitarra (in Hold Your Fire e in California) per l'album di Eddie Meduza, West a Fool Away.
Nel 1985 gli Europe furono coinvolti in due diversi progetti: furono protagonisti di un film di 30 minuti diretto da Staffan Hildebrand e prodotto dalla Social Democrats Union - LO, dal titolo On the Loose e gli Europe interpretarono loro stessi. Joey scrisse tre canzoni per il film: On The Loose, Rock The Night e Broken Dreams. In copertina appare il nome Europe, ma si trattò di un lavoro fatto interamente da Joey. Rock the Night fu comunque distribuito successivamente suonato da tutta la band. Nel nome della LO (Trade Union Conference) fecero un tour piuttosto imbarazzante con solo quelle tre canzoni. Il pubblico non si fece vedere (a parte naturalmente i fans più fedeli). Più tardi nello stesso anno, Joey scrisse Give A Helpin' Hand per lo Swedish Metal Aid, un singolo a scopo benefico per la fame in Etiopia. Il meglio dell'hard rock svedese si ritrovò per registrare il pezzo e fu anche la prima volta che Joey lavorò con Kjell Lövbom (più conosciuto come Kee Marcello) degli Easy Action, che produsse il singolo. John Norum cantava nel coro composto da 150 membri delle diverse band.
In agosto, John suonò in collaborazione con Joey nelle vesti di produttore, nel singolo del debutto come cantante della sorella minore Tone Norum Stranded – che divenne un grande successo – e nel suo primo album One of A Kind. John suonò anche nell'altro singolo Can't You Stay. John, assieme ad altri musicisti rock partecipò ad un piccolo tour denominato The Boys Are Back In Town – come tributo a Phil Lynott, deceduto il 4 gennaio 1986.
The Final Countdown fu registrato, ma la sua uscita fu rinviata. Di nuovo un altro tour (programmato anzitempo) senza il supporto di un nuovo album. Di nuovo niente pubblico. Ma nel maggio del 1986 l'album fu distribuito e grazie al singolo in soli due mesi vendette 100 000 copie solo in Svezia e 7 milioni di copie nel resto del mondo.
(John Norum, Europe – The Final Countdown Tour 1986: Live in Sweden - 20th Anniversary Edition DVD)
Fecero un tour in Giappone: la Scandinavia e il Giappone erano innamorati degli Europe. Un nuovo tour in Svezia – ripreso in parte per la televisione (il concerto di Solna, il 27 maggio) e mandato in onda due mesi dopo giusto a spingere ancora di più le vendite. Iniziò anche un tour. Fu diffuso un videoclip con John: The Final Countdown, girato al Solnahallen, a Solna (Svezia) e furono distribuiti altri due singoli: Love Chaser (successivamente riedito con Carrie quale traccia principale; Love Chaser fu suonata nel film giapponese Pride One) e Cherokee.
(John Norum, Europe – The Final Countdown Tour 1986: Live in Sweden - 20th Anniversary Edition DVD)
Ma John decise che ne aveva abbastanza dell'etichetta di belloccio, dei play-back, degli spettacoli televisivi, e comunicò alla band che se ne sarebbe andato. Concesse agli altri il tempo sufficiente a trovare un sostituto. Kee Marcello divenne il nuovo chitarrista. L'ultimo spettacolo live di John fu il concerto che si tenne ad Amsterdam il 31 ottobre 1986. Lo show fu trasmesso in diretta su Sky. Il primo novembre John se ne andò per la sua strada.

### Carriera da solista
Immediatamente dopo aver lasciato gli Europe, John formò una nuova band. Il suo amico e bassista Marcel Jacob si unì a lui. Il primo singolo Let Me Love You fu distribuito il 16 ottobre 1987 (raggiunse il secondo posto nelle classifiche svedesi), e il 29 dello stesso mese uscì Total Control. John mostrò il suo grande affetto per Phil Lynott e i Thin Lizzy registrando le canzoni dei Lizzy nei lato-B. La band era composta, oltre a John e Marcel, dai batteristi Henrik Hempo Hildén e Peter Hermansson, il cantante Göran Edman e Mats Lindfors alla chitarra ritmica e alle tastiere. Total Control è dedicato a Tommy Östervik, uno degli amici e mentori di John, che morì annegato la stessa notte in cui gli Europe fecero lo show che fu poi trasmesso alla televisione svedese.
Il tour iniziò il 2 febbraio 1988 e terminò il 19 marzo, supportando Ace Frehley all'Hammersmith Odeon di Londra (parte di questo show divenne poi l'album 12 Picks di Ace Frehley). Altri due singoli e videoclip furono distribuiti per promuovere l'album: Love Is Meant (To Last Forever) e Back On The Streets.
Glenn Hughes si unì a John Norum con l'intenzione di dar vita ad una coppia musicale stabile; Glenn faceva sia da cantante che da bassista. Ma John, Glenn, Mats and Hempo suonarono live solo in uno spettacolo che si tenne al Rock SM il 21 maggio 1988 e che fu trasmesso alla televisione nazionale svedese. Le canzoni suonate comprendevano I Got Your Number, Reach For The Sky e Still The Night. A causa della battaglia di Glenn ancora in corso contro l'abuso di sostanze, la collaborazione tra i due non fiorì e quell'apparizione rappresentò la fine del progetto. Due mesi dopo, John suonò con Yngwie Malmsteen in qualità di ospite nell'album della sorella Tone Norum, This Time, che fu prodotto ancora una volta da Joey Tempest. Marcel e Göran furono chiamati ancora per un tour di fine estate nella Svezia settentrionale e in Norvegia.
Nel 1988 John entrò in contatto per la prima volta con Don Dokken; nel settembre del 1989 John si trasferì a Los Angeles e divenne il nuovo chitarrista dei Dokken. Tuttavia a Don non fu permesso di utilizzare il suo nome di famiglia per la band, e l'album divenne un album di Don Dokken. Up from the Ashes fu distribuito nel 1990, e lo seguì un tour in Giappone. La formazione includeva anche il bassista Peter Baltes. Furono distribuiti due singoli e due videoclip per promuovere l'album: Mirror Mirror e Stay. Nello stesso anno, la CBS pubblicò il mini-album Live in Stockholm '90, con tre tracce (Eternal Flame, Don't Believe A World e Blind) registrate live nel marzo del 1988 e una traccia (Free Birds In Flight) registrata nel 1987.
John fece inoltre una breve apparizione con Don nel primo film da produttore di Tommy Chong, Far Out Man (conosciuto anche come Soul Man II).
Come risultato della collaborazione con Glenn Hughes uscirono nel 1992 L.A. Blues Authority Volume 2: Blues di Glenn e Face the Truth di John. La maggior parte della parte vocale in Face the Truth fu gestita da Glenn. Hempo Hildén di nuovo provvide alla batteria, sebbene partecipasse anche Mikkey Dee, l'uomo dei Motörhead. L'album comprendeva anche una fedele cover di Opium Trail dei Thin Lizzy. Nella versione europea di Face the Truth c'è anche We Will Be Strong, un duetto con Joey Tempest, che fu edito come primo singolo e di cui fu girato un videoclip. Uscirono altri due singoli: Face the Truth e In Your Eyes.
Nel 1992 Joey girò attorno a John per un bel po', gli Europe si erano divisi (o si erano presi una lunga pausa, come preferivano dire) e Joey avrebbe voluto riunire la formazione originale della band. John non aveva progetti in quella direzione, gli piaceva la California tanto quanto la vita da artista solista ed indipendente. In agosto John si ritrovò sul palco con Joey al Waterfestival a Stoccolma. Uno si sarebbe aspettato che fossero annunciati, ma successe tutto all'improvviso, così ancora oggi nessuno sembra esserne a conoscenza.
John non tornò in Svezia fino a gennaio 1994, quando si unì ad alcuni musicisti rock svedesi per un tour di 10 giorni The Boys Are Back In Town, che cominciò il 4 a Stoccolma e terminò il 14 a Malmö. Suonarono ogni sorta di classici rock, inclusi The Sun Goes Down, Don't Believe A Word e Bad Reputation dei Thin Lizzy. Suonarono anche People Get Ready del repertorio di Jeff Beck e Rod Stewart, per dirne alcuni.
Nel 1994 partecipò come chitarrista all'album Built to Perform delle Phantom Blue, (la band fondata dalla sua ragazza, la chitarrista Michelle Meldrum, che l'anno successivo divenne sua moglie) e nell'album tributo ai Deep Purple, Smoke On The Water - A Tribute, in cui suonò Stormbringer con Glenn Hughes alla voce.
A luglio, registrò il suo terzo album da solista, Another Destination, con il cantante Kelly Keeling, il bassista Tom Lilly e Gary Ferguson. L'album fu distribuito in Giappone nel luglio del 1995, preceduto da un solo singolo che divenne anche un videoclip, Strange Days. E fu di nuovo tempo di tornare in Svezia. Il tour iniziò il 31 marzo a Göteborg e li portò in giro per la nazione. Con John c'erano Kelly Keeling e Michelle Meldrum, la quale suonò con gli altri in Bad Reputation. John Levén suonava il basso e Niclas Sigevall la batteria. Nell'agosto del 1995, al concerto tributo che si tenne a Los Angeles al The Palace, John suonò con Carmine Appice. John registrò Massacre per l'album tributo ai Thin Lizzy, The Lizzy Songs - A Tribute to Phil Lynott (uscito poi nel 1997). Nello stesso anno, John registrò Right To Respect per il singolo e l'album da solista di Joey Tempest, A Place To Call Home.
Sorprendentemente poi John avrebbe dovuto collaborare con gli uomini chiave degli UFO, Phil Mogg e Pete Way nel tardo 1995 in seguito all'allontanamento di Michael Schenker. Il legame fu breve a causa dell'imposizione da parte di Schenker del contratto stipulato per cui la band poteva chiamarsi UFO solo con la sua presenza. E il tour Walk On Water andò a monte.
Nel 1996 registrò Cold Gin per l'album tributo Spacewalk - A Salute to Ace Frehley. Nello stesso anno, il 21 dicembre, uscì in Giappone Worlds Away (con Kelly Keeling e Peter Baltes di nuovo a bordo); l'album fu edito in Svezia dalla Svensk Musik Distribution (M-D) il 16 maggio 1997 e Where The Grass Is Green uscì come singolo a supporto dell'album. John Norum iniziò un pre-tour a Karlskrona, in Svezia il 24 aprile 1997. Una delle quattro date si tenne a Upplands Väsby.
Alla fine del 1997 John lavorò ancora per breve tempo con Don Dokken, dopo che George Lynch lasciò la band: andò negli Stati Uniti per un mese, per concludere il tour. John mise insieme una band live per un tour giapponese, questi spettacoli furono registrati per l'album Face It Live '97. Assieme a lui sul palco c'erano il cantante Leif Sundin e Anders Fästader. Face It Live '97 fu edito dalla Zero in Giappone. L'album uscì più tardi anche in Svezia. La Shrapnel tolse tre tracce e lo pubblicò negli Stati Uniti. Nello stesso anno, in ottobre, uscì Channel Mind Radio Guitar Zeus 2 di Carmine Appice, in cui John suonò Nothing.
Nel 1998 John girò la Svezia con il John Norum Group (JNG). Quasi si ritrovò in tour con gli UFO col nome di Lights Out, ma appena la voce giunse all'orecchio di Michael Schenker, questi tornò nella band. Il JNG era composto da: Hempo Hildén alla batteria, Leif Sundin alla voce, Anders Fästader al basso e John alla chitarra. Il 5 giugno John suonò allo Sweden Rock Festival a Karlshamn. Nello stesso mese e per un'unica data, Ian Haugland fu il batterista e Stefan Rodin il bassista. Lo stesso anno, John registrò due canzoni per l'album Above & Beyond dei Midnight Sun, un gruppo metal svedese.
Nel marzo del 1999, durante il tour italiano, il batterista Thomas Broman e il bassista John Léven si unirono al JNG. In agosto, John suonò come chitarrista ospite con Brian Robbo Robertson nell'ultimo concerto dei Lotus a Sala (Svezia). Nello stesso mese, con la moglie Michelle, Robbo, Leif e Marcel, John suonò in una magnifica jam session all'Anchor Pub a Stoccolma. Tra il 1999 e il 2000 la formazione cambiò ancora, con Thomas Broman e Leif Sundin membri confermati e come ospiti il chitarrista Fredrik Åkesson e Marcel Jacob alternato a John Levén al basso. Nel giugno del 1999 John suonò dal vivo con i Motörhead come ospite d'onore allo Sweden Rock Festival a Norje, e suonò l'ultima canzone della scaletta, Killed By Death. In agosto, John girò la Finlandia e la Svezia, con i Five Fifteen e i Lotus. John fu l'artista ospite dell'ultimo concerto a Sala, in Svezia. Nel frattempo, fu distribuito in Giappone l'album di John Slipped Into Tomorrow. John inoltre registrò Eighteen per l'album tributo Humanary Stew: A Tribute to Alice Cooper.
Il 1999 fu anche l'anno dell'incredibile concerto del Millennio per l'ultimo dell'anno a Stoccolma, con tutti i membri degli Europe riuniti per una notte speciale: John Norum assieme a Joey Tempest, John Levén, Ian Haugland, Mic Michaeli e Kee Marcello. Il nuovo millennio non produsse altri eventi simili a quello, ma la band si ritrovò all'Hard Rock Café di Stoccolma per ricevere un riconoscimento e per l'inaugurazione di una vetrina in mostra permanente. Successe il 14 aprile del 2000. In giugno, il JNG e Brian Robertson si esibirono assieme allo Sweden Rock Festival a Karlshamn. John lavorò ancora con i Midnight Sun registrando Dreams per il loro album Nemesis.
Nel maggio del 2001 John si unì a Brian Robertson per una breve serie di date norvegesi, suonando le canzoni dei Thin Lizzy e le proprie. Nell'estate del 2001 John si unì di nuovo a Don Dokken, riempiendo il vuoto lasciato dalla partenza di Reb Beach. Stavolta della formazione originale erano rimasti solo Don Dokken e Mick Brown. Al basso c'era Barry Spark. A giugno Don con John suonò allo Sweden Rock Festival a Karlshamn. Più tardi, fecero una sorta di tour col meglio dei Dokken negli Stati Uniti, registrarono un nuovo album chiamato Long Way Home e partirono per un tour europeo. John si infortunò ad un braccio durante il tour, e fu sostituito da Alex DeRosso. Sempre nel 2001 John lavorò di nuovo con la moglie Michelle nell'album debutto della sua nuova band – Meldrum – Loaded Mental Cannon, registrando Through Shattered Eyes. Registrò inoltre assieme a Jeff Pilson What Cost War per l'album dei suoi War & Peace, Light at the End of the Tunnel.
Nel 2002 uscirono i due singoli presi da Long Way Home: Sunless Days (solo in versione promozionale) e Little Girl. Nel marzo del 2003, gli UFO ufficialmente arruolarono John Norum come sostituto di Michael Schenker. Tuttavia, passati pochi mesi Norum annunciò di aver declinato l'offerta degli UFO. Nello stesso anno, andò in tour con i Whitesnake.

### Reunion degli Europe

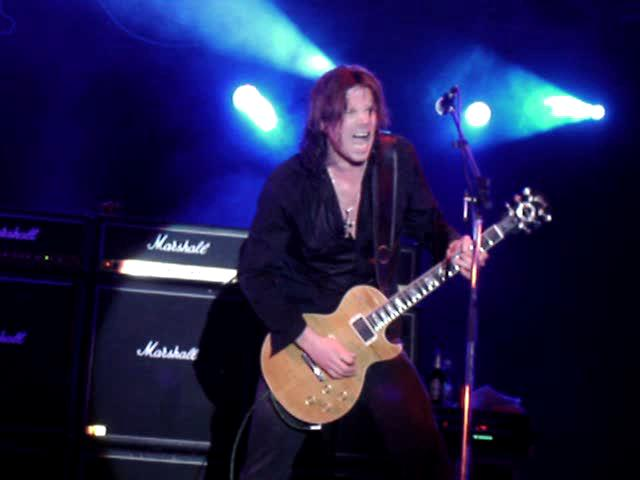
John Norum durante lo Start from the Dark tour 2005

John torna presto alla ribalta, riunendosi agli Europe nella formazione di "The Final Countdown". Il 23 ottobre 2003 gli Europe annunciano la reunion, di essere in procinto di registrare un nuovo album e di partecipare come headliner allo Sweden Rock Festival del 2004. Con il pubblico più numeroso di sempre allo SRF e la trasmissione del concerto in diretta sulla radio nazionale gli Europe tornano in pista, e la canzone che dava il titolo all'album Start from the Dark è la prova che la band si sta indirizzando verso un genere più heavy. L'album esce il 22 settembre 2004.

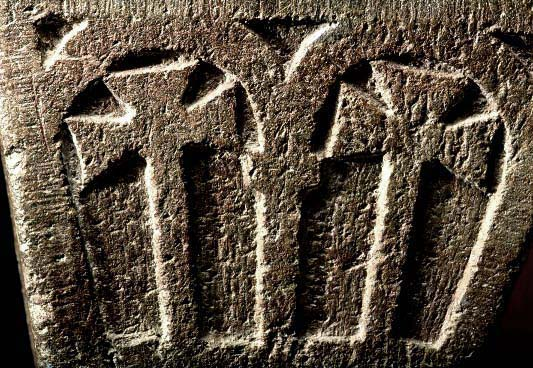
John Norum con gli Europe dal vivo all'Alcatraz di Milano nel 2004, durante lo Start from the Dark tour.

Lo stesso giorno nasce Jake Thomas, il figlio di John e Michelle.
Sono stati distribuiti due singoli e relativi videoclip - Got to Have Faith e Hero (dedicato alla memoria di Phil Lynott), e lo "Start from the Dark tour" in 89 date raggiunge tutta l'Europa, l'America, la Russia e il Giappone. Il primo concerto è quello di Hamar (Norvegia) il primo giugno 2004 e l'ultimo quello di Brașov (Romania) il 20 agosto 2005.

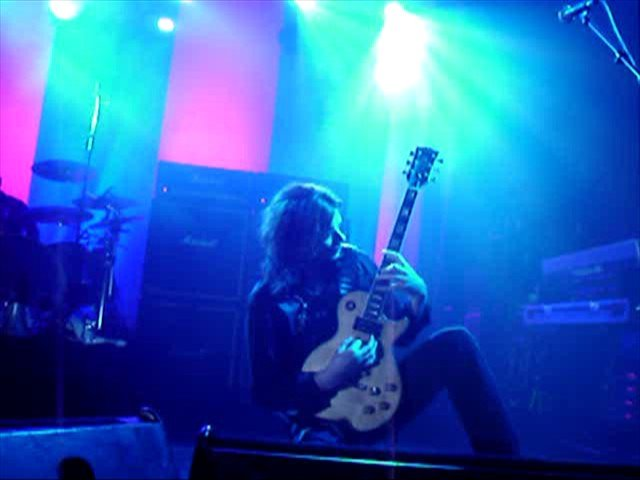
John Norum durante l'assolo, concerto di Copenaghen (DK), Secret Society tour 2006

Mentre scrive il materiale per l'album "Start from the Dark", John continua a lavorare anche al suo album solista Optimus, che esce il giorno del suo compleanno, il 23 febbraio 2005. Thomas Torberg si è occupato delle tracce di basso, Fredrik Åkesson delle tracce aggiuntive di chitarra, Mats Lindfors delle tastiere e Richard Hux Flux Nettermalm, della batteria.
Nel 2005 John lavora di nuovo con Kelly Keeling alla registrazione di Nothing per il suo nuovo Giving Sight to the Eye. Sempre nel 2005 contribuisce con la sua interpretazione di Stay With Me (voce e chitarra) all'album tributo a Frank Marino edito dalla WildMess Records e intitolato Secondhand Smoke: A Tribute to Frank Marino.
Il 26 ottobre 2006 esce il nuovo album degli Europe, Secret Society, e poche settimane dopo viene pubblicato il primo singolo Always the Pretenders. Lo stesso giorno della pubblicazione dell'album inizia il nuovo tour mondiale a Lund, Svezia. Il tour si conclude il primo settembre 2007 con due favolose performance all'arena Dalhalla di Rättvik (Svezia), uno splendido e suggestivo teatro all'aperto realizzato sul fondo di una cava in disuso, in cui sono registrate le canzoni eseguite nel corso della prima delle due speciali serate, e che sono acquistabili anch'esse sul sito ufficiale.
Durante l'inverno, John registra le parti strumentali del nuovo album lungamente atteso, col titolo provvisorio di "Magnetic Soul".
Mic Michaeli, Thomas Broman, Tomas Thorberg e Leif Sundin lavorano all'album assieme a John.
John suona di nuovo con gli Europe a Sibiu, in Romania, la notte di San Silvestro 2007, e successivamente al teatro Nalen di Stoccolma (Svezia) il 26 gennaio 2008: un evento straordinario nominato Almost Unplugged, un concerto semiacustico interamente trasmesso in streaming dal sito ufficiale. Quella notte, gli Europe suonano alcune canzoni di band che hanno nel tempo influenzato il loro stile: Thin Lizzy, UFO, Pink Floyd e Led Zeppelin. Il 17 settembre, viene pubblicato il CD, l'8 dicembre il doppio vinile in una edizione speciale colorata.
Il 25 aprile 2008 esce il primo tourbook digitale ufficiale degli Europe, contenente foto scattate durante gli ultimi due tour mondiali, e disponibile presso lo store online sul sito ufficiale della band.
Sempre in aprile, il nuovo album di John è mixato da John stesso e Peer Stappe (Gemini Five, Dos Flamingos e altri).
Il 21 maggio viene improvvisamente e tragicamente a mancare la moglie di John Norum, Michelle Meldrum, all'età di 39 anni. Una cisti cresciuta nel suo cervello ha ostruito il passaggio di sangue e ossigeno, causando la morte cerebrale e dopo 3 giorni di coma trascorsi in un ospedale californiano, la morte clinica. In segno di lutto per la tragica perdita, la band Europe decide di annullare la presenza al primo dei festival estivi previsti, in Norvegia, dieci giorni dopo.
Durante il tour estivo, gli Europe fanno anche da gruppo spalla ai Deep Purple nelle loro due date svedesi, e la seconda notte, a Ystad, John Norum duetta con Steve Morse e poi assieme alla band suona la hit Smoke on the Water.
A dicembre 2008 gli Europe tornano in studio per registrare il nuovo album Last Look at Eden, che esce nella primavera del 2009 e che è seguito da un tour mondiale iniziato in Chile e proseguito per 118 date. Due singoli con videoclip sono editi per promuovere l'album: Last Look at Eden e New Love in Town
Lo stesso anno un'altra grande tragedia personale colpisce John: Marcel Jacob viene ritrovato privo di vita nella sua casa di Kristineberg, Stoccolma, il 21 luglio. Marcel si è tolto la vita all'età di 45 anni, dopo molti anni passati a combattere problemi fisici e personali.
Nel febbraio 2010 viene pubblicato il secondo tributo agli anni settanta del chitarrista Janne Stark. L'album, intitolato semplicemente Mountain of Power - Volume II vede John omaggiare Frank Marino nella cover di Talkin' 'bout a Feeling.
A marzo la Mascot Records pubblica la compilation Where Blues Meets Rock, con una delle canzoni del nuovo album di John Let It Shine.
Il 17 maggio 2010 finalmente esce Play Yard Blues per la Mascot Records, l'ultimo album solista di John. L'album è stato definito dalla casa discografica "una fantastica collezione di pezzi originali di John Norum, assieme ad alcune covers. L'album mostra un lato leggermente diverso di John. Il suono e il riffing marchio di fabbrica non mancano decisamente, ma John segue anche un approccio più blueseggiante in alcuni pezzi. Col successo dell'ultimo album degli Europe, questo album incontrerà l'approvazione della sua già imponente base di sostenitori, così come coloro che seguono musicisti del calibro di Frank Marino."
A dicembre dello stesso anno, esce per la Cinematicworld Records Never Felt So Good, il primo album solista del chitarrista norvegese e cugino di John Håvard Pedersen, con la cover di Still in Love with You dei Thin Lizzy suonata e cantata da John stesso.
Di ritorno da un riuscito tour in Asia, un tour estivo in Europa e un tour in Sud America, John parte con gli Europe alla volta del Regno Unito nel febbraio 2011, per il "Balls 'n' Banners tour". Il CD live + DVD Balls 'n' Banners dello show di Londra esce in estate per la Edel nelle versioni Mini, Maxi e Limitata (autografata).
John ed i suoi compagni partono di nuovo per un tour estivo in Europa, toccando Belgio, Finlandia, Italia, Austria, Svezia (assieme alla band svedese Takida, e con ospite speciale Joe Bonamassa durante lo show a Stoccolma), Portogallo, Spagna e Norvegia per l'ultima sezione dell'Eden tour.
Ad ottobre 2011 la band è di nuovo in studio per la registrazione di Bag of Bones, sotto la regia del produttore Kevin Shirley. L'album esce il 18 aprile 2012 per la Gain/Sony (Scandinavia), EarMusic/Edel (Europa) e Victor (Giappone), in edizione CD e vinile, preceduto di qualche settimana (il 9 marzo) dal singolo - in edizione solo digitale - e dal videoclip di Not Supposed to Sing the Blues. Il 1º agosto 2012 esce il secondo videoclip Firebox. Entrambi i videoclip sono diretti da Patric Ullaeus.
Il 16 aprile 2012 nasce Jim Henry, il secondo figlio di John avuto con la fidanzata svedese Camilla Wåhlander, dalla quale ha anche una figlia nata il 28 luglio 2014.
Il 1º maggio inizia il tour mondiale a promozione dell'album a Wrocław (Polonia). La prima parte del tour ha termine il 21 dicembre a Helsinki (Finlandia) dopo 58 date.

## Discografia

### Da solista
- 1987 - Total Control
- 1990 - Live in Stockholm
- 1992 - Face the Truth
- 1995 - Another Destination
- 1996 - Worlds Away
- 1997 - Face It Live '97
- 1999 - Slipped into Tomorrow
- 2005 - Optimus
- 2010 - Play Yard Blues
- 2022 - Gone to stay

### Con gliEddie Meduza & The Roaring Cadillacs
- 1979 - Eddie Meduza & The Roaring Cadillacs
- 1979 - The Eddie Meduza Rock 'n' Roll Show
- 1983 - Dåren É Lös! - The Roaring Cadillac's Live
- 1984 - West A Fool Away

### ConDon Dokken
- 1990 - Up from the Ashes

### Con iDokken
- 2002 - Long Way Home

## Filmografia
- On the Loose, regia di Staffan Hildebrand (1985)
- Far Out Man (1990)